# Bernardin Frankopan
Bernardin Frankopan (lat. Bernardinus de Frangepanibus) (?, 1453. - ?, 1529.), bio je hrvatski velikaš, vojskovođa, diplomat i mecena, pripadnik roda knezova Frankopana. Kao moćan i ugledan aristokrat, bio je nositelj borbe za opstanak hrvatskog naroda na prostorima ugroženima od turske invazije.

## Životopis

### Podrijetlo i obitelj
Bernardin Frankopan rođen je vjerojatno u Ozlju kao jedini sin hrvatskog bana Stjepana III. Frankopana Modruškog i njegove supruge Ižote rođ. d'Este, vojvotkinje iz Ferrare (Italija). Njegov djed Nikola IV. Frankopan, jedini vlasnik ogromnih posjeda knezova Krčkih na početku 15. stoljeća, bio je hrvatski ban od 1426. do 1432. godine.
U nekim izvorima naziva ga se Bernardin Frankopan Modruški, jer je prigodom velike diobe frankopanskih imanja 1449. godine njegov otac dobio, između ostalog, naselje Modruš s pripadajućim vlastelinstvom, te dominantni utvrđeni zamak Tržan-grad na visokom strmom brijegu ponad Modruša. Po tom se toponimu tada cijeli ogranak nazvao Frankopani Modruški. Modruš je u drugoj polovici 15. stoljeća, premda izložen stalnoj opasnosti od Turaka, bio sjedište tog ogranka Frankopana, pa je i mladi knez Bernardin stolovao u njemu.
U drugim se izvorima navodi njegovo ime kao Bernardin Frankopan Ozaljski, jer je on, zajedno s ocem, preuzeo veliku i važnu utvrdu Ozalj nakon što je 22. veljače 1474. godine umro Bernardinov bratić Bartol X. Frankopan Ozaljski (sin Nikole V. Frankopana Ozaljskog), koji nije imao nasljednika, pa je njegov ogranak Frankopana izumro. Budući da je krajem 15. stoljeća pogibelj od Turaka postala nepodnošljiva, osobito nakon što su Osmanlije neposredno prije Krbavske bitke 1493. godine opustošili Modruš, Bernardin je odlučio povući se prema sjeveru, te je počeo graditi i nove utvrde (među kojima je istaknuto mjesto imao Ogulin, izgrađen nešto prije 1500. godine). Kako se sjedište obitelji preselilo iz Modruša, završivši nešto kasnije u Ozlju, Bernardinovi su se potomci nazivali Ozaljski.  
Godine 1476. vjenčao se s aragonskom vojvotkinjom Lujzom Marzano i u tom braku rodilo im se devetero djece, među kojima budući istaknuti vojskovođa Krsto, kaločki nadbiskup Ivan Franjo i kći Beatrica, supruga hercega i hrvatskog bana Ivaniša Korvina. 

### Život u turbulentnim vremenima
Već od rane mladosti, život Bernardina Frankopana obilježile su stalne napetosti i sukobi, iz kojih je on nastojao izvući najveću moguću korist, kako za sebe i svoju obitelj, tako i za Hrvatsku. Bio je jedno vrijeme u dobrim odnosima s carem Fridrikom III. Habsburškim, a poslije i s hrvatsko-ugarskim kraljem Matijom Korvinom, što je potvrđeno zarukama njegove kćeri Marije Magdalene s jednim kraljevim rođakom. S ocem je kao dječak i mladić putovao na njegovim diplomatskim misijama po Europi i upoznao mnoge značajne osobe.
Dobre odnose s kraljem Matijom kvarilo je to, što je potonji 1469. godine Frankopanima oduzeo grad Senj. Taj stoljetni frankopanski posjed su nakon Matijine smrti, a nešto prije bitke na Krbavskom polju, pokušali njegovi stari vlasnici vratiti 1493. godine, opsjednuvši ga svojom vojskom, ali su ga obranila dva, od kralja Vladislava II. Jagelovića novoimenovana, hrvatska bana, Ivan Bot od Bajne i Mirko Derenčin.
Bernardin je bio u vrlo dobrim odnosima s Ivanišem Korvinom, izvanbračnim sinom kralja Matije, hercegom i kasnijim hrvatskim banom. Prigodom izbora novoga kralja 1490. godine, podržavao je Ivaniša kao pretendenta na prijestolje, ali je prihvatio odluku da kraljem bude imenovan Vladislav II. Jagelović. Mladom Ivanišu je nešto kasnije zapela za oko Bernardinova lijepa šesnaestogodišnja kći Beatrica, s kojom se i vjenčao 1496. godine. Bernardin je Beatrici tom prigodom za miraz dao gradove Bihać i Novi. 
Sudjelujući cijeli svoj život u borbama s Turcima, Bernardin Frankopan našao se, kao i velik dio tadašnjeg plemstva tog dijela Hrvatske, dana 9. rujna 1493. godine u Krbavskoj bitki. Toj je znamenitoj i istodobno tragičnoj epopeji hrvatskog naroda prethodilo nekoliko sukoba među pojedinim frankopanskim lozama, te Frankopana s drugim velikašima. Tako su se, primjerice, 1492. godine zbog nekog posjeda posvađali bratići Bernardin i Ivan IX. Cetinski, a kad su se početkom 1493. godine pomirili, zajedno su se sukobili s banovima Botom i Derenčinom, koji su branili Senj. Ne mogavši ga osvojiti, povukli su se u Brinje, ali su zatim za njima stigli banovi sa svojom vojskom i opkolili taj utvrđeni grad. Tijekom opsade smrtno je stradao ban Ivan Bot. 
Saznavši da se velika turska vojska (s oko 10.000 akindžija) vraća s velikim plijenom iz pljačkaškog pohoda po Hrvatskoj i Sloveniji, netom opustošivši Modruš, posvađani hrvatski velikaši su međusobne razmirice stavili na stranu i skupa krenuli protiv zajedničkog neprijatelja, kojeg su prema zapovijedi bana Derenčina dočekali na Krbavskom polju. Loša Derenčinova strategija i taktika dovela je do katastrofalnog poraza u kojem je izginula većina hrvatske vojske, te skoro svi plemići, a mali broj preživjelih odveden je u zarobljeništvo. Bernardin je bio među onima malobrojnima koji su se jedva uspjeli spasiti, jer se, uvidjevši da je poraz neizbježan, povukao s bojnog polja, odjahavši na svom brzom konju. Neki su mu kasnije predbacivali da je kukavički pobjegao, što nikad nije dokazano.
Bernardin Frankopan se kontinuirano zalagao da priskrbi Hrvatskoj pomoć europskih zemalja za obranu od Turaka, koristeći pritom svoje veze s njihovim diplomatima. Poznat je bio po svojim nadahnutim osobnim istupima i vatrenim govorima pred stranim vladarima, velikodostojnicima ili parlamentima. Tako je, na primjer, 1522. godine govorio pred mletačkim duždom Grimanijem, a vjerojatno najpoznatiji je njegov znameniti Govor za Hrvatsku (lat.: Oratio pro Croatia) održan na latinskom jeziku pred njemačkim državnim saborom u Nürnbergu 19. studenoga 1522. godine. 

### Posljednje godine i smrt
Za razliku od nekih svojih frankopanskih rođaka koji su favorizirali pripadnike habsburške dinastije u njihovom nastojanju da se prigodom izbora kralja popnu na hrvatsko-ugarsko prijestolje, Bernardin je u pravilu bio protiv Habsburgovaca. Tako je 1490. godine podupirao Ivaniša Korvina, a bio protiv Maksimilijana Habsburškog, dok je 1527. godine podržao odluku pretežno slavonskog plemstva na Saboru u Dubravi kod Čazme da se za kralja izabere Ivan Zapolja. Njegovi su rođaci u tim situacijama bili skloniji Habsburgovcima, pa su, primjerice, Juraj III. Frankopan Slunjski i Vuk I. Frankopan Tržački bili potpisnici Cetingradske povelje, kojom je hrvatsko plemstvo na Saboru u Cetingradu potvrdilo za kralja Maksimilijanova unuka Ferdinanda.
Nakon što mu je 1527. godine u bitki za Varaždin poginuo sin Krsto, a nešto ranije umro i drugi sin Ferdinand, gospodar ozaljskog vlastelinstva, Bernardin je, nalazeći se već u poznim godinama, preminuo 1529. godine (neki izvori spominju 1530. kao godinu njegove smrti). 

## Značaj i nasljeđe
Živjevši u onom razdoblju hrvatske prošlosti koja je obilježena otvorenom prijetnjom Turskog Carstva za goli opstanak Kraljevstva, Bernardin Frankopan je pripadao generaciji hrvatskih velikaša i boraca za opstojnost naroda i države u kojima je sazrela svijest da je nakon propasti Bosanskog Kraljevstva 1463. godine, a osobito poslije, za Hrvate tragične, bitke na Krbavskom polju potrebno intenzivirati napore za dovođenje djelotvorne pomoći iz politički i vojno jakih europskih zemalja za borbu protiv Turaka, jer pomoć koja dolazi s budimskog kraljevskog dvora nije i neće biti dovoljna.
Neki povjesničari drže da je upravo Bernardin prvi na dramatičan način Europljane upozorio na važnost Hrvatske kao predziđa kršćanstva (lat.: „antemurale christianitatis“) koje štiti Europu pred islamskim prodorom. Međutim, od izdašnije pomoći europskih moćnika nije bilo ništa, jer su se oni uglavnom bavili međusobnim sukobima za teritorijalnu prevlast ili vjerskim ratovima, a Hrvatskoj je pomoć stizala „na kapaljku“.
Bernardinovi su nasljednici i rođaci tijekom 16. stoljeća, zbog premoći osmanske vojne sile, morali napustiti veliki dio frankopanskih posjeda (Bihać, Drežnik, Tržac, Furjan, Cetingrad, Malu i Veliku Kladušu i dr.) i preseliti se na krajnje zapadno područje Hrvatske.
Budući da su svi njegovi sinovi umrli prije njega, Bernardina je 1529. godine izravno naslijedio unuk Stjepan IV. Frankopan Ozaljski, sin Ferdinandov. Stjepan IV. sjedište je imao u Ozlju i bio posljednji izdanak modruško-ozaljske grane Frankopana. Njegova sestra Katarina udala se za slavnog Nikolu Zrinskog Sigetskog, pa su preko nje Zrinski naslijedili dio prostranih frankopanskih imanja.
Značaj velikog erudita Bernardina Frankopana se, osim na vojnom i diplomatskom polju, očitovao i na području obrazovanja i kulture, te graditeljstva. Njegovavši hrvatski jezik i glagoljsko pismo, on je dao prevesti Bibliju na hrvatski. Početak prevođenja te Biblije, 1521. godine, ujedno je i prvi zabilježeni rad na prevođenju Svetog pisma na hrvatski jezik (sljedeći su Bibliju na hrvatski počeli prevoditi hrvatski protestanti 1557. godine). Godine 1486. izdao je znameniti Modruški urbar, knjigu kodeksa pravnih i društvenih normi, važan povijesni dokument, izvorno pisan glagoljicom, kojim su se u hrvatskom srednjovjekovlju uređivali odnosi između feudalaca i kmetova, i koja je izvor agrarnih i demografskih podataka, a napisali su ju modruški pisari Martin Ostriharić i Ivan Klinčić.

## Utvrde Bernardina Frankopana
- Tržan grad u Modrušu - Bernardinovo sjedište
- Drivenik kod Crikvenice
- Grižane u Vinodolu
- Kaštel u Ogulinu
- Dubovac u Karlovcu
- Burg u Ozlju
- Ribnik kod Karlovca
- Utvrđeni grad Bihać

## Poveznice
- Frankopani
- Obiteljsko stablo knezova Frankopana
- Modruš
- Ozalj
- Krbavska bitka
- Krsto I. Frankopan Brinjski
- Ivaniš Korvin
- Biblija

## Vanjske poveznice
- Milan Kruhek: Knezovi Modruški Bernardin i Krsto Frankopan: mačem i govorom za Hrvatsku
- Bernardin Frankopan u Enciklopediji LZMK
- Bernardin Frankopan u izvornom znanstvenom radu akademika Petra Strčića
- Frankopan, Bernardin Ozaljski Hrvatski biografski leksikon, Petar Strčić (1998.)
- Ozalj - vjerojatno mjesto Bernardinova rođenja
- Bernardin Frankopan - apologet i tražitelj pomoći Europe za Hrvatsku  Arhivirana inačica izvorne stranice od 13. siječnja 2012. (Wayback Machine)
- Gradnja novih utvrda u Bernardinovo doba
- Urbar modruški - jedna od niza knjiga glagoljičke baštine iz Bernardinova doba
- Hrvoje Kekez, Bernardin Frankapan i Krbavska bitka: je li spasio sebe i malobrojne ili je pobjegao iz boja?, Modruški zbornik, 2009. (3)
- Violeta Moretti, Oratio pro Croatia Bernardina Frankapana, Modruški zbornik, 2009. (3)